# Native Tongues
La Native Tongues è un collettivo musicale hip hop di fine anni 1980 ed inizio anni 1990 conosciuto per le sue liriche positive ed afrocentriche, e per i suoi beats ispirati alla musica jazz.
La loro ispirazione deriva dal lavoro dei primi artisti hip hop, specialmente Afrika Bambaataa, con l'obiettivo di una cooperazione tra i membri nei rispettivi progetti musicali per la diffusione del conscious hip hop a beneficio del grande pubblico.

## Membri fondatori
- Jungle Brothers assieme a Kool DJ Red Alert
- De La Soul assieme a Prince Paul
- A Tribe Called Quest

## Altri membri storici
- Queen Latifah
- Monie Love
- Black Sheep

## Ingressi chiave (c. 1998)
- Mos Def e Talib Kweli (detti Black Star)
- Common
- Da Bush Babees

## Membri periferici
- The Beatnuts
- Chi-Ali
- Shortie No Mass, protetto di Posdnuos
- The Violators
- Lucien Revolucien
- GOCKJK
- Leaders of the New School che include Busta Rhymes
- Gray Oakes